# Bordero
Ein Bordero (französisch bordereau, „Zettel“, „Ladeliste“), auch Frachtkarte oder Rollkarte genannt, ist ein Verzeichnis, das einer Sammelladung beigefügt wird und zu den Warenbegleitpapieren gehört. Es enthält Angaben über Empfänger, Absender, Warenbezeichnungen usw. sowie  Informationen zur Behandlung der Sendung bis zur Auslieferung. Das Erstellen eines Borderos wird Borderierung genannt.

## Bordero im Sammelgutverkehr
Dokument über die Gesamtheit aller Einzelsendungen (Speditionsaufträge), die in einer Sammelladung von einem Spediteur an einen Empfänger verladen wurden.
Im Bordero werden auch Spezialangaben zu den einzelnen Sendungen vermerkt, z. B. Nachnahme oder Fixtermine.
Weisung an den Empfangsspediteur, wie mit den Sendungen weiter zu verfahren ist (Nachnahme-, Unfreisendung usw.) Zusätzlich dient es als Beweisurkunde.
Zudem kann das Bordero weitere Aufgaben übernehmen: Es kann als Dispositionsunterlage für den Disponenten dienen, als Aufnahme der Entgeltberechnung bei Unfrei-Sendungen sowie als Grundlage für die Rückrechnung des Empfangsspediteurs; Buchungsbeleg.

## Bordero in der Versicherung
Borderos in der Prämienverrechnung in Versicherungsunternehmen sind Sammellisten, in welche die in den einzelnen Monaten fällig werdenden oder zu stornierenden Prämien verzeichnet werden.
Meistens werden getrennte Listen für Erstprämien, Policenprämien, Stornoprämien und Folgeprämien erstellt. Weiterhin werden auch Listen zum Austausch von Versicherungsvertragsdaten zwischen Erst- und Rückversicherung Bordero genannt. 

## Schweiz
In der Schweiz wird der Begriff auch als Synonym für Verzeichnis verwendet, der französischen Bedeutung von Bordereau.